# Anton Rodatz
Johannes Anton Rodatz (* 24. August 1866 in Hamburg; † 2. November 1926 ebenda) war ein Kaufmann, Industrieller und Hamburger Senator.

## Leben
Rodatz besuchte bis 1883 die Nirrheinsche Schule in Hamburg. Anschließend machte er eine kaufmännische Ausbildung in der väterlichen Wollhandelsfirma Bischoff & Rodatz. 1886 leistete er seinen Militärdienst als Einjährigfreiwilliger im 1. Garde-Regiment zu Fuß in Potsdam ab und wurde Leutnant der Reserve.
Die folgenden 2 Jahre arbeitete Rodatz in England und Nordamerika. 1889 kehrte Rodatz nach Hamburg zurück und trat in das väterliche Geschäft ein, 1891 erlangte er dort Prokura und wurde später Teilhaber. Die Firma Bischoff & Rodatz wurde später in die Norddeutsche Wollkämmerei & Kammgarnspinnerei integriert, wobei Rodatz Teilhaber blieb und Mitglied der Geschäftsführung wurde. Rodatz engagierte sich ehrenamtlich als Armenpfleger, bevor er 1904 von den Grundeigentümern in die Hamburgische Bürgerschaft gewählt wurde. Dort schloss er sich der Fraktion der Linken an und wurde in die Baudeputation und die Finanzdeputation entsandt. 1906 wurde er zum Schriftführer gewählt, später war er Steuerschätzbürger. Er gehörte der Bürgerschaft bis zu seiner Wahl in den Senat am 17. Juli 1914 für Senator Robert Heidmann an. Rodatz war das erst und neben Ludwig Wiesinger einzige Mitglied der Fraktion der Linken das in den Senat gewählt wurde. Als Senator wirkte er in der Beleuchtungsdeputation und in der Feuerkassendeputation, sowie in einigen kriegsbedingten Kommissionen. Nach dem politischen Umbruch schied Rodatz zum 28. März 1919 aus dem Senat aus, fortan widmete er sich der Geschäftsführung, der nunmehr in Sternkammgarnspinnerei Altona-Bahrenfeld umbenannten Firma.